# Aeroporto Internazionale di Ilopango
L'Aeroporto Internazionale di Ilopango (IATA: SAL, ICAO: MSSS) (in spagnolo: Aeropuerto Internacional de Ilopango), definito come internazionale dalla Corporación Centroamericana de Servicios de Navegación Aérea, è un aeroporto salvadoregno situato a Ilopango, nella parte centrale del Paese centramericano a 9 km a ovest della capitale San Salvador nel Dipartimento di San Salvador. La struttura è dotata di una pista di asfalto lunga 2240 m, l'altitudine è di 615 m, l'orientamento della pista è RWY 15-33. L'aeroporto è aperto al traffico commerciale e ospita al suo interno la base militare della Primera Brigada Aérea della Fuerza Aérea Salvadoreña che dispiega uomini e mezzi del Escuadrón de Transporte, del Escuadrón de Helicópteros e della Escuela de Aviación Militar.